# Talentschuppen
Talentschuppen war eine Fernsehsendung des damaligen Südwestfunks (SWF) in Baden-Baden, in der junge Gesangstalente ihre Stücke vorstellten. Die Sendung darf als Vorläufer heutiger Castingshows gelten.
Dieter Pröttel, Moderator und Regisseur der Sendung, bot jungen Sängerinnen und Sängern eine Bühne, ihr Talent zu zeigen. Die auftretenden Künstler waren überwiegend unbekannt; überzeugten sie, durften sie wiederkommen.
Durch den Talentschuppen wurden viele Künstler bekannt, zum Beispiel Gaby Berger, Juliane Werding, Jörg Knör, Ute Lemper, Elfi Graf, Inga und Wolf, Penny McLean, Bernd Clüver, The Petards, Joy Fleming, Hape Kerkeling, Peter Schilling, Nicki. Eine der Entdeckungen der Show war der junge Michael Schanze (erster Auftritt im April 1968, weitere folgten). Schanze wurde später als Sänger, vor allem aber als Entertainer berühmt, nicht zuletzt durch seine Samstagabendshow Flitterabend mit Dieter Pröttel als Regisseur.
Pröttel moderierte von 1966 bis 1973 und später noch einmal von 1982 bis Ende 1984. Zwischendurch war Bill Ramsey der Gastgeber. Die Show lief in den 1960ern am Vorabend und war eine halbe Stunde lang, in den 1970ern – nun 45 oder 60 Minuten lang – samstags nachmittags und in den 80ern donnerstags um 21.45 Uhr. Zwischendurch gab es abendfüllende Spezialausgaben.
Ab Januar 1985 kam der Nachwuchs auch in der Moderation zum Zug: Jörg Knör, Klaus-Peter Grap, Christoph Lanz und Inga Franke-Schulz moderierten je eine Sendung. Die 67. und letzte reguläre Ausgabe lief im Oktober 1985; es folgten noch wenige Spezialausgaben namens Talentschuppen Berlin mit Ausschnitten von der Berliner Funkausstellung, moderiert von Sabrina Lallinger und Karl Dall, sowie der Euro-Talentschuppen mit Künstlern aus ganz Europa, moderiert von Sabrina Lallinger.